# Scardinius scardafa
Scardinius scardafa är en fiskart som först beskrevs av Bonaparte, 1837.  Scardinius scardafa ingår i släktet Scardinius och familjen karpfiskar. IUCN kategoriserar arten globalt som akut hotad. Inga underarter finns listade i Catalogue of Life.